# 궁수구

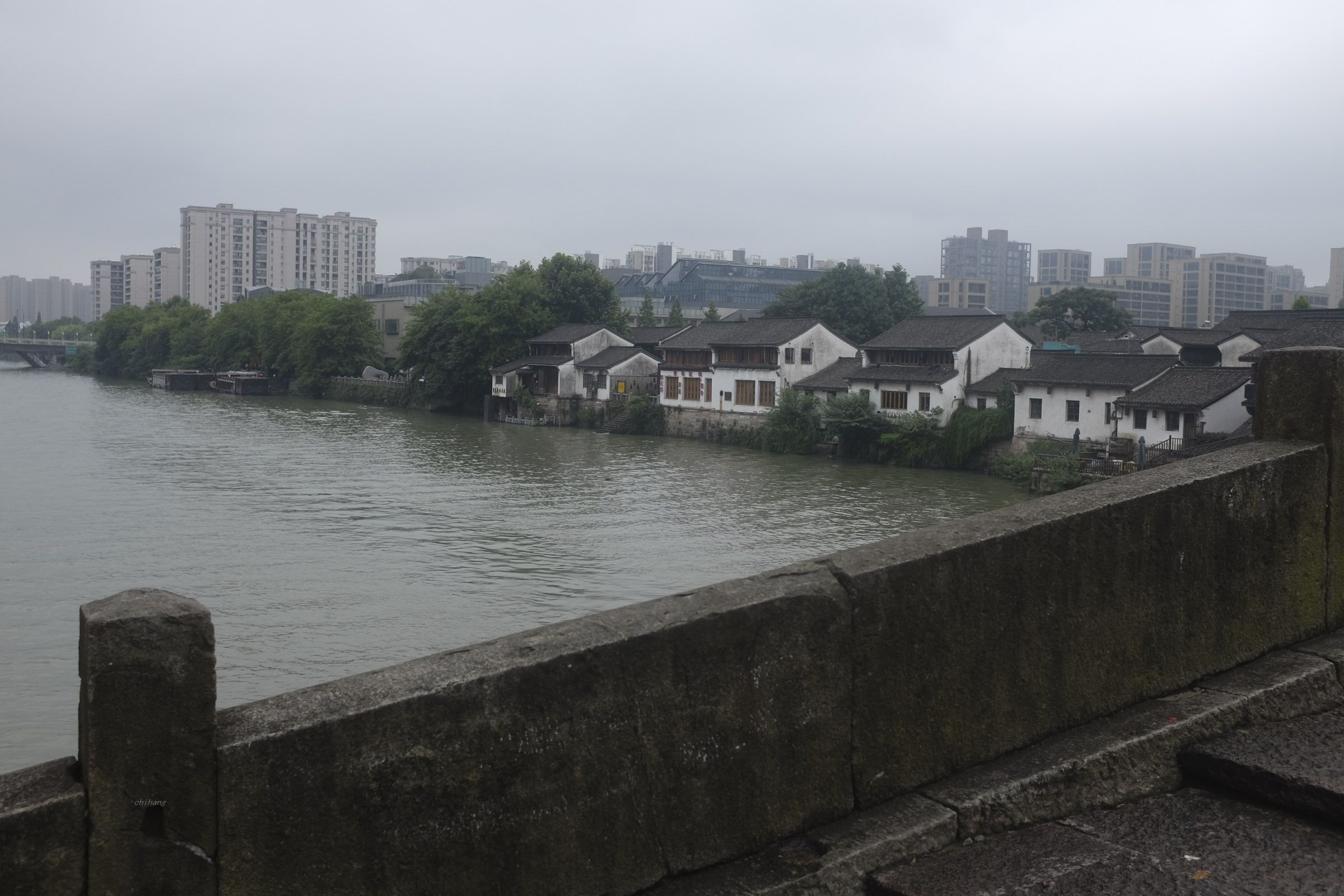

궁수구(한국어: 공서구, 중국어: 拱墅区, 병음: Gǒngshù Qū)는 중화인민공화국 저장성 항저우시의 현급 행정구역이다. 넓이는 88km2이고, 인구는 2007년 기준으로 310,000명이다.

## 행정 구역
18개 가도를  관할한다.
- 가도: 天水街道、武林街道、长庆街道、潮鸣街道、朝晖街道、文晖街道、东新街道、石桥街道、半山街道、康桥街道、祥符街道、上塘街道、米市巷街道、湖墅街道、小河街道、拱宸桥街道、和睦街道、大关街道